# Helstatsförfattningen
Helstatsförfattning är en författning, genom vilken självständiga och autonoma länder förenas till ett organiskt och i förhållande till främmande makter som en enhet framträdande helt. En sådan författning ägde till exempel den österrikisk-ungerska monarkin, och en sådan (danska fællesforfatning) fanns 1855–1863 i Danmark.
Som en följd av slesvig-holsteinska kriget tvangs Fredrik VII av de tyska stormakterna och Ryssland att 1852 offentliggöra en helstatsförfattning, vilken efter långvariga underhandlingar med riksdagen kom till stånd 1855. Genom det nya statsskicket kom junigrundlagen att gälla endast för Danmarks särskilda angelägenheter, varemot utrikesärendena, hären och flottan, tull- och postväsendet samt statsskulden blev gemensamma angelägenheter, som förlades under riksrådet, i vilket de särskilda landsdelarna var representerade efter befolkningssiffran och vars medlemmar valdes efter ett vida mindre frisinnat valsätt än det, som grundlagen infört i Danmark. 
I Slesvig och Holstein upprättades åter de gamla provinsständerna, och dessa fick nu beslutande makt. Likväl var varken holsteinarna eller de tyskspråkiga slesvigarna nöjda. I likaberättigandet vid riksrådets sammansättning såg de endast ett underordnande under det danska flertalet (kungariket ägde tre femtedelar av monarkins invånarantal). Den jämlikhetsställning, som 1850 blivit införd mellan de båda nationaliteterna i mellersta Slesvig, var i deras ögon en kränkning av det tyska språkets traditionella överhöghet och av den tyska odlingens naturliga rättighet att utbreda sig på grannfolkens bekostnad. Slesvigholsteinarna fick snart medhåll av de tyska stormakterna och av förbundsdagen. 
Redan 1858 måste helstatsförfattningen upphävas för Holstein och Sachsen-Lauenburg. Trots långvariga underhandlingar, till en del under brittisk medling, och trots att Danmark gjorde flera eftergifter, vanns ingen enighet. År 1863 beslöt Danmark att förändra helstatsförfattningen utan hänsyn till de tyska länderna; själva gemensamheten skulle likväl upphöra först, när ingen överenskommelse kunde åstadkommas om de gemensamma angelägenheterna. Den nya författningen (novemberförfattningen) för konungariket och Slesvig kom till stånd endast två dagar före Fredrik VII:s död, den 15 november 1863. Efter Kristian IX:s tronbestigning utbröt följande år dansk-tyska kriget.